# 박곡

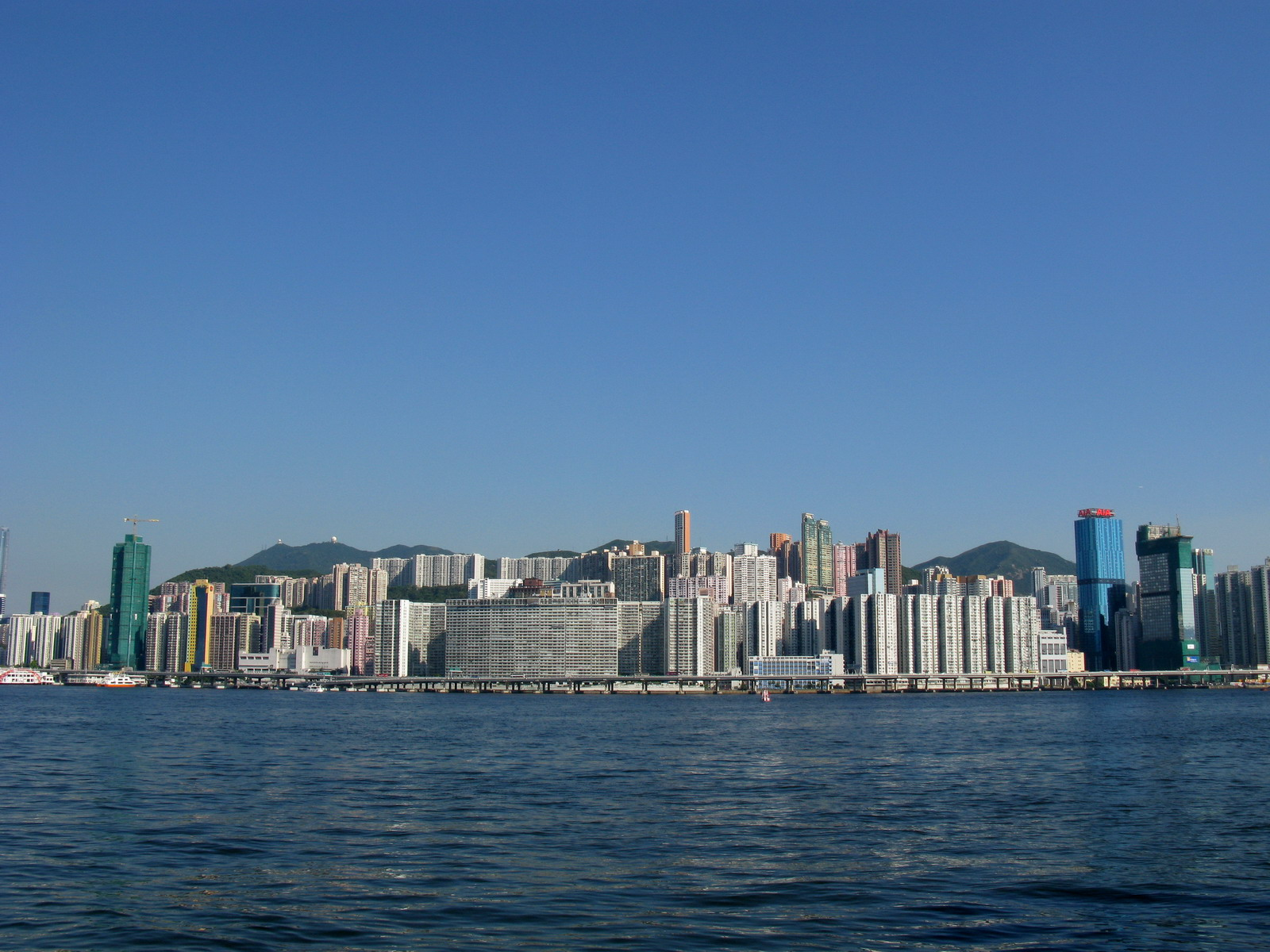
박곡의 스카이라인

박곡(중국어: 北角, 한어 병음: Běijiǎo 베이자오[*], 월병: Bak1 gok3, 영어: North Point 노스포인트[*])는 홍콩, 홍콩섬 북부의 상업, 주택지구이다. 행정구로서는 둥구에 속한다. 홍콩섬의 북동부에 위치하고 2층 노면 전차 트램과 지하철 신강 선이 달리며(박곡역) 페리 부두도 있는 교통의 요충지이다. 관광지라기보다는 오직 홍콩 시민으로 떠들썩한 번화가가 트램이 달리는 큰 길에 존재한다. 홍콩에서만 볼 수 있는 간판이 길 앞에 서 있어 독특한 활기로 가득 차 있다. 한편, 고지대에는 고층 주택이 펼쳐지고, 그 중에서도 바오마산(寶馬山)에는 고소득자층이나 외국인이 많이 사는 저택 거리가 펼쳐진다.

## 같이 보기
- 홍콩의 지역 목록